# Mina El Hammani
Cet article possède un paronyme, voir Hamani.
Mina El Hammani est une actrice ,directrice, producteur exécutif et mannequin espagnole, née le 29 novembre 1993 à Madrid.
Elle se fait connaître grâce au rôle de Nadia dans la série télévisée Élite (2018), ainsi que pour les rôles de Nur dans El Príncipe (es) (2014) et Salima dans Servir y proteger (2017).

## Biographie
Mina El Hammani naît le 29 novembre 1993 à Madrid,, de parents marocains originaires de Salé
. En 2014, elle commence sa carrière d'actrice à la télévision, apparaissant dans les séries télévisées telles que Centro médico (es) (2015), El Príncipe (es) (2015-2016) et La que se avecina (2016).
En 2017, elle interprète son premier personnage principal dans la première saison de la série dramatique soap opera Servir y proteger (es), aux côtés de Pepa Aniorte (es), jusqu'en 2018.
En 2018, elle signe le contrat pour la série dramatique pour adolescents Élite, dans le rôle de Nadia Shanaa, une Palestinienne d'origine vivant dans une famille de confession musulmane, pendant trois saisons,.
Elle a commencé sa carrière d’actrice en 2014, à l’âge de 21 ans en jouant dans un épisode de la série Centro médico.
En 2015, elle obtient un rôle récurrent dans la série El príncipe.
En 2019, elle apparaît en jeune Aisha dans un épisode de la série historique mexicaine Hernán (es),, se concentrant sur l'existence du conquistador espagnol Hernán Cortés entre l'acte fondateur de la Nouvelle-Espagne et l'étape fondamentale de la colonisation espagnole des Amériques au XVIe siècle.
En 2020, elle est engagée dans le rôle de la professeur de science, Elvira, dans la série horrifique L'Internat: Las Cumbres (El internado: Las Cumbres), remake de la série El internado (2007-2010), réée par Laura Belloso et Asier Andueza, pour Prime Video.

## Filmographie

### Long métrage
- 2022 : Mañana es hoy de Nacho G. Velilla (en tournage)

### Séries télévisées
- 2015 : Centro médico (es) : Amina (saison 1, épisode 8)
- 2015-2016 : El Príncipe (es) : Nur (15 épisodes)
- 2016 : La que se avecina (saison 9, épisode 4 : Un bar con wifi, un hombre con peso y una aprendiz de maruja)
- 2017 : The State : la femme du magasin (saison 1, épisode 2)
- 2017-2018 : Servir y proteger (es) : Salima (200 épisodes)
- 2018-2020 : Élite : Nadia Shanaa (rôle principal saisons 1 à 3 - rôle récurrent saisons 4 et 8)
- 2019 : Hernán (es) : Aisha (saison 1, épisode 7 : Sandoval)
- 2021 : Elite Short Stories: Nadia Guzmán : Nadia Shanaa (3 épisodes)
- depuis 2021 : L'Internat: Las Cumbres (El internado: Las Cumbres) : Elvira (16 épisodes)